# Cola caricifolia
Cola caricifolia là một loài thực vật có hoa trong họ Cẩm quỳ. Loài này được (G.Don) K.Schum. mô tả khoa học đầu tiên năm 1900.